# Omarion Hampton
Omarion Hampton (Forest City, 16 marzo 2003 2003) è un giocatore di football americano statunitense che milita nel ruolo di running back per i Los Angeles Chargers della National Football League (NFL).

## Carriera universitaria
Hampton trovò immediatamente spazio in campo nella sua prima stagione a North Carolina nel 2022, correndo 101 yard e 2 touchdown nel suo debutto nel college football contro i Florida A&M Rattlers, diventando la prima matricola di North Carolina a correre 100 yard in una partita da Charlie Justice nel 1946. Due partite dopo corse 110 yard e segnò due touchdown contro i Georgia State Panthers football, venendo premiato come rookie della settimana dell'Atlantic Coast Conference (ACC). Chiuse la stagione con 13 presenze, di cui 4 come titolare, con 401 yard corse e 6 touchdown, oltre a 6 ricezioni per 40 yard e un'altra marcatura.
Nella seconda gara della stagione 2023, Hampton corse 26 volte per 234 yard e 3 touchdown contro Appalachian State, venendo premiato come running back della settimana. Continuò a giocare bene nel prosieguo della stagione, chiusa con 1.504 yard corse e 15 touchdown. Per le sue prestazioni fu inserito nella formazione ideale della ACC, fu finalista del Doak Walker Award e fu inserito nella seconda formazione All-American dall'Associated Press e da Sporting News, mentre la Walter Camp Football Foundation lo inserì nella prima formazione. Nell'ultima partita della stagione contro West Virginia nel Duke's Mayo Bowl superò Elijah Hood al secondo posto per il maggior numero di yard corse in una stagione da un giocatore dei Tar Heels.
Nel 2024 Hampton fu inserito nuovamente nella formazione ideale della ACC e fu premiato come All-American dopo avere corso 1.660 yard e segnato 15 touchdown su corsa e 2 su ricezione.

## Carriera professionistica

### Los Angeles Chargers
Hampton fu scelto nel corso del primo giro (22º assoluto) del Draft NFL 2025 dai Los Angeles Chargers.